# Наумова, Динара Рустамовна
Динара Рустамовна Наумова (каз. Динара Рустамқызы Наумова; род. 8 сентября 1997, Акмола, Казахстан) — казахстанский общественный деятель. Депутат Мажилиса Парламента Казахстана VIII созыва.

## Биография
Динара родилась с диагнозом ДЦП. Окончила 9 классов школы № 41 в селе Кабанбай батыра Целиноградского района Акмолинской области. В 2017 году окончила Колледж технологии и бизнеса по специальности «Технолог по переработке нефти и газа», в 2021 году — бакалавриат в Казахском университете технологии и бизнеса по специальности «Химическая технология органических веществ».
В декабре 2021 года президент Казахстана Касым-Жомарт Токаев вручил Динаре грант «Тәуелсіздік ұрпақтары» (Поколения независимости) на реализацию идеи спортивно-оздоровительного центра с лечебной физкультурой для людей с особыми потребностями.
С 2022 года — член совета по молодёжной политике при президенте Республики Казахстан.
С 2022 года — член общественного совета Министерства информации и общественного развития Казахстана.
В июле 2022 года открыла в селе Кабанбай батыра первый в Казахстане инклюзивный фитнес-центр для детей с особыми потребностями.
С 29 марта 2023 года — депутат Мажилиса Парламента Республики Казахстан VIII созыва по партийному списку партии «Respublica».

## Награды
- Медаль «За трудовое отличие» (2023)